# Crăciunul Albastru (sărbătoare)
Crăciunul albastru (numit și cea mai lungă noapte) în tradiția creștină occidentală, este o zi din perioada Advent care marchează cea mai lungă noapte din an.
În această zi, unele biserici din denominațiunile creștine occidentale țin o slujbă bisericească dedicată celor care se confruntă cu durerea pierderii persoanelor apropiate. Acestea includ parohiile catolicismului, luteranismul, metodismul, moravianismul și Creștinismul Reformat.
Sfânta Euharistie este în mod tradițional o parte a slujbei de reculegere în această zi.
Această slujbă se oficiază în mod tradițional în sau în jurul celei mai lungi nopți a anului, care cade în jurul datei de 21 decembrie, Solstițiul de iarnă.
Există o convergență interesantă pentru această zi, deoarece este și ziua tradițională a sărbătorii apostolului Toma. Această legătură invită la realizarea unor legături între lupta Sfântului Toma de a crede în învierea lui Isus, nopțile lungi chiar înainte de Crăciun și lupta cu întunericul și durerea provocată de trecerea în neființă a persoanelor apropiate.
Crăciunul albastru este sărbătorit la sfârșitul Adventului, înainte de ziua Crăciunului.
Reculegerea este o exprimare a durerii, precum și o ocazie de a se concentra asupra promisiunii speranței găsite în Hristos. Lumânările, aranjate ca o coroană de Advent, pot fi aprinse în timpul slujbei, iar scaunele goale pot fi rezervate ca o modalitate de comemorare a celor pierduți în anul precedent.
Imaginile solstițiului de iarnă, inclusiv începutul unor zile din ce în ce mai lungi, reprezintă o parte semnificativă a imaginilor folosite în acest eveniment de reculegere.